# Abacaria cristova
Abacaria cristova là một loài Trichoptera trong họ Hydropsychidae. Chúng phân bố ở miền Australasia.